# Уокер, Ким
Ки́мберли Энн «Ким» Уо́кер (англ. Kimberly Anne «Kim» Walker; 19 июня 1968, Нью-Йорк, США — 6 марта 2001, Лос-Анджелес, Калифорния, США) — американская актриса.

## Биография
Кимберли Энн Уокер родилась 19 июня 1968 года в Нью-Йорке.
В начале карьеры снималась в основном в сериалах. Наиболее известна ролью Хезер Чандлер из фильма «Смертельное влечение» (1988). По иронии судьбы в фильме затронута тема опухоли головного мозга, которую обнаружили у актрисы вскоре после съёмок в фильме — в 1990-х годах.
В январе 1999 года Уокер была сделана трепанация черепа с целью удалить опухоль, но безуспешно. Прожив с болезнью ещё два года 32-летняя Ким Уокер скончалась 6 марта 2001 года в 6:30 утра в Лос-Анджелесе.
Актриса была похоронена 10 марта 2001 года.

## Фильмография
| Год  |    | Русское название                   | Оригинальное название               | Роль                         |
| ---- | -- | ---------------------------------- | ----------------------------------- | ---------------------------- |
| 1986 | с  | Криминальные истории               | Crime Story                         | девушка-подросток            |
| 1987 | тф | Обмен учащимися                    | Student Exchange                    | Кит                          |
| 1989 | с  | ТВ 101                             | TV 101                              | Бэки                         |
| 1989 | ф  | Смертельное влечение               | Heathers                            | Хезер Чендлер                |
| 1989 | ф  | Скажи что-нибудь                   | Say Anything...                     | Шила                         |
| 1989 | с  | Путь на небеса                     | Highway to Heaven                   | Эллен Кэйхилл                |
| 1989 | ф  | Таинственное оружие                | Deadly Weapon                       | Трейси                       |
| 1989 | тф | Убийство выпускницы                | The Preppie Murder                  | Кэндес                       |
| 1990 | с  | Изгои                              | The Outsiders                       | Шерри «Черри» Вэлэнс         |
| 1990 | с  | Охотник                            | Hunter                              | Эллисон Яновиц               |
| 1991 | тф | Шоу Джули                          | The Julie Show                      | Кики                         |
| 1992 | ф  | Нервотрёпка                        | Nervous Ticks                       | Дженис                       |
| 1992 | с  | Застава фехтовальщиков             | Picket Fences                       | Дебби Катон                  |
| 1993 | с  | Мэтлок                             | Matlock                             | Бэки Смит                    |
| 1993 | с  | Приключения Бриско Каунти-младшего | The Adventures of Brisco County Jr. | Кэйтлин Уорд                 |
| 1994 | ф  | Услуга                             | The Favor                           | Джилл                        |
| 1994 | тф |                                    | Gambler V: Playing for Keeps        | Gambler V: Playing for Keeps |
| 1995 | ф  | Причина верить                     | A Reason to Believe                 | Джудит                       |
| 1998 | ф  | Где-то в городе                    | Somewhere in the City               | Молли                        |
| 2000 | ф  | Убийство золушки                   | Killing Cinderella                  | Лорел                        |